# Lotte De Clerck
Lotte De Clerck (13 december 1999) is een Vlaamse (stem)actrice en zangeres. Ze is onder het brede publiek vooral bekend als het personage Emma Wolfs in de muzikale Ketnet-reeks #LikeMe.

## Biografie
De Clerck is afgestudeerd in Media & Entertainment Business in 2020 en in Journalistiek Audio in 2021 aan Thomas More in Mechelen.
In 2012 speelde De Clerck de hoofdrol van Annie in de gelijknamige musical, samen met Pommelien Thijs. Ook deed ze mee met het tv-programma Wie wordt Junior? in 2013 op Ketnet, met als coach Brahim, met het lied Zie ik je staan.
In 2019 werkte ze als stagiaire mee aan De Grote Peter Van de Veire Ochtendshow, bij MNM. Verder werkte ze in januari 2020 mee achter de schermen voor de opnames van STIP-IT, de actie van Ketnet tegen pesten.
In 2021 was ze deelneemster in seizoen 7 van The Voice van Vlaanderen. Daarbij nam vijfde coach Laura Tesoro haar mee naar de Comeback Stage. Ze haalde het tot de tweede ronde (The Knockouts).
Vanaf januari 2022 tot en met april 2023 was De Clerck te zien in het derde en vierde seizoen van de muzikale jeugdserie #LikeMe op Ketnet. Hierin vertolkt ze de rol van de rebelse Emma Wolfs, het nichtje van de schooldirecteur, gespeeld door Hugo Sigal. Met haar collega's van #LikeMe bracht ze op 9 en 10 april 2022 de nummers van het derde seizoen vier keer in een uitverkocht Sportpaleis en op 8 en 9 april 2023 bracht ze er de nummers van het vierde seizoen.
In januari 2023 kwam haar eerste nummer Dromen met #LikeMe-collega Francisco Schuster uit voor de STIP IT-campagne tegen pesten, georganiseerd door de jongerenzender Ketnet.
Op 18 mei 2023 lanceerde De Clerck haar eerste single, Brandgevaar.
Op 12 juni 2024 kwam Lotte uit de kast met haar single Uitzichtloos. Later in de zomer van 2024 (22 augustus) lanceerde ze haar single Zorgen voor mij.

## Filmografie
| Jaar      | Titel                       | Rol              | Opmerking       |
| --------- | --------------------------- | ---------------- | --------------- |
| 2012      | Annie                       | Annie            | Hoofdrol        |
| 2013      | Wie wordt Junior?           | Zichzelf         | Kandidaat       |
| 2013      | Peperbollen                 | Nina Pellicano   | Stem (hoofdrol) |
| 2013      | Frozen                      | Tiener Anna      | Stem            |
| 2014      | Paddington                  | Judy Brown       | Stem            |
| 2015      | Miles van Morgen            | Loretta Callisto | Stem (hoofdrol) |
| 2017      | Masha en de Beer            | Masha            | Stem (hoofdrol) |
| 2017      | Paddington 2                | Judy Brown       | Stem            |
| 2018      | Freaky Friday               | Monica Yang      | Stem            |
| 2019      | Frozen 2                    | Tiener Iduna     | Stem            |
| 2021      | The Voice van Vlaanderen    | Zichzelf         | Kandidaat       |
| 2021      | Raya en de Laatste Draak    | Tiener Namaari   | Stem            |
| 2021      | Sing 2                      | Porsha Crystal   | Stem (hoofdrol) |
| 2022      | Turning Red                 | Miriam           | Stem (hoofdrol) |
| 2022      | Strange World               | Azimuth          | Stem            |
| 2022-2024 | #LikeMe                     | Emma Wolfs       | Hoofdrol        |
| 2023      | The Super Mario Bros. Movie | Princess Peach   | Stem            |
| 2024      | Hairspray (musical)         | Penny Pingleton  | Hoofdrol        |
| 2024-2025 | Peter Pan (musical)         | Wendy Darling    | Hoofdrol        |
| 2025      | Paddington in Peru          | Judy Brow        | Stem            |
| 2025      | Doornroosje (musical)       | Doornroosje      | Hoofdrol        |

## Discografie
| Jaar             | Titel                          | Programma         | Hoogste positie | Aantal weken | Opmerking                    |
| ---------------- | ------------------------------ | ----------------- | --------------- | ------------ | ---------------------------- |
| 2013             | Zie ik je Staan                | Wie wordt Junior? |                 |              |                              |
| 2022             | Nee oh nee                     | #LikeMe           |                 |              | Cover van De Kreuners        |
| 2022             | Schone schijn                  | #LikeMe           |                 |              | Cover van Kommil Foo         |
| 2022             | Iedereen maakt wel eens fouten | #LikeMe           |                 |              | Cover van Paul Severs        |
| 2023             | Dromen                         |                   |                 |              | Samen met Francisco Schuster |
| 2023             | Spring                         | #LikeMe           |                 |              | Cover van Spring             |
| 2023             | Verlangen                      | #LikeMe           |                 |              | Cover van Clouseau           |
| 18 mei 2023      | Brandgevaar                    |                   |                 |              |                              |
| 12 juni 2024     | Uitzichtloos                   |                   | 38              | 1            |                              |
| 22 augustus 2024 | Zorgen Voor Mij                |                   |                 |              |                              |